# 姜亮夫
姜亮夫（1902年5月19日—1995年12月4日），原名寅清，字亮夫，以字行，晚号成均老人，云南昭通人。中国教育家、楚辞学家、敦煌学家、语言学家、文献学家，被认为是云南现代学人中成就最高、影响最大的学者之一。

## 生平
1902年出生于云南昭通一个颇有名书香门第家庭。在私塾饱读诗书，16岁以后就到了昆明，就读云南第二中学。
1921年考入成都高等师范学院（四川大学的前身），在廖季平、林山腴、龚向农诸位先生指导下，熟读《诗》《书》《史记》《汉书》《说文解字》《尔雅》等先秦两汉文献原著，打下了坚实的国学基础。
1926年考取 北京师范大学研究班和清华国学研究院。得到王国维、梁启超、陈寅恪、赵元任等国学大师的熏陶和指导。
1928年先执教于南通中学、无锡中学。1929年到上海，任大夏大学、暨南大学、复旦大学教授及北新书局编辑，其间师从章太炎先生。1933年应聘河南大学教授。
1935年，到法国潜心研究中国流失到法国的珍贵文物，进行拍片、拓摹、抄录共3000多张，1937年带回祖国。回国后先后在东北大学、西北大学任教。
1940年任云南大学教授兼文法学院院长，昆明师范学院（后属西南联大、今云南师范大学）教授，后转到苏州任英士大学教授兼文理学院院长，1949年5月任云南省教育厅厅长，云南解放后，任云南军政委员会文教处长，1950年-1952年在云南革命大学高级研究班学习，1952年进云南博物馆工作。
1953年国家教育部把姜先生调到了浙江师范学院任教务主任，从此定居杭州。在杭州大学先后任中文系主任、古籍研室所所长，博士研究导师。先后任教育部顾问，中国屈原学会会长，浙江省语言学会会长，《汉语大辞典》、《汉语大字典》、中国韵文学会、中国训诂学会顾问，中国吐鲁番学会语言分会会长，《中国大百科全书·中国文学》卷先秦分册主编等。
1955年起任浙江省政协委员。
1995年12月4日逝世于浙江杭州，享耆壽九十三岁。

## 主要著作
姜先生著作颇丰，著有1000多万字的研究著作。其中《楚辞通故》一书被海内外专家誉为“当今研究楚辞最详尽，最有影响的巨著”。荣获全国高校首期人文社会科学家研究一等奖。
著有：
《瀛涯敦煌韵辑 》
《敦煌——伟大的文化宝藏》
《陈本礼楚辞精义留真》
《屈原赋校注》
《陆平原年谱》
《楚辞书目五种》
《楚辞今绎讲录》
《楚辞学论文集》
《楚辞通故》
《莫高窟年表》
《敦煌学概论》
《屈原赋今绎》
《敦煌学论文集》
《探戈集》
《初高中国文教本》
《中国文学史论》
《文学概论讲述》(4卷) 
《张华年谱》
《中国声韵学》
《古文字学》
编辑：
《中国历代小说选》
《历代各文体文选若干种》